# Отец-одиночка
Отец-одиночка (исп. Papá soltero) — мексиканский 362-серийный восьмисезонный комедийный телесериал в формате «ситком», который шёл с 1987 по 1994 год.

## Сюжет
Сесар Коста играет Сесара, отца-одиночки (на самом деле вдовца), которому приходится направлять троих своих детей на правильный путь: Мигеля (Херардо Куирос), старшую дочь Алехандру (Эдит Маркес) и Сесарина, своего младшего сына (Луис Марио Куирос). Действие сюжета происходит в Мехико, в жилом доме, расположенном в районе Ноче-Буэна, на юге города, в конце 1980-х — середине 1990-х. В доме, где живёт эта семья, они также соседствуют с «Почоло», дворником (Хосе Луис Кордеро) и Хуаном, соседом, который имел репутацию бабника и всегда доставлял семье неприятности (Даниэль Мартин/Хуан Пелаэс/Октавио Галиндо). У семьи также были близкие отношения с домработницей Хумарой (Аурора Алонсо).

## Планы по продолжению телесериала
В 2021 году было объявлено, что выйдет «Отец-одиночка… 25 лет спустя», но его производство пока не утверждено.

## Съёмочная группа

### Актёрская группа

#### В главных ролях (все актёры, кроме трёх исполнителей ролей Хулио/Хуана снимались с первой и до заключительной серии, т.е с 1987 по 1994 год)
| Актёр (актриса)                              | Роль (упоминание в сериях)    | Характер персонажа |
| -------------------------------------------- | ----------------------------- | --- |
| Сесар Коста                                  | Дон Сесар Коста               | Востребованный холостяк с оптимистичным характером, бывший певец эпохи рок-н-ролла 1960-х годов в Мексике, а ныне телевизионный продюсер. У него трое детей (Мигель, Алехандра и Сесарин), которые каждое лето проводят с ним каникулы. Когда его бывшая жена умирает, бабушка и дедушка детей по материнской линии заботятся о них, пока однажды они не переедут жить к нему в квартиру, и ему придётся оставить свою одинокую жизнь, чтобы стать образцовым отцом для своих детей. Однако одиночество никогда полностью не покидает его, хотя он знает, что самое главное для него — это его семья |
| Херардо Куирос                               | Мигель Коста                  | Старший сын дона Сесара. Амбициозный, ответственный. Мигель — любитель спорта, и больше всего он хочет, чтобы отец гордился им. Когда он приезжает в квартиру дона Сесара, ему около 15 лет. В первых сериях первого сезона он немного непочтителен и причудлив, но со временем эти черты подавляются. Он самый ответственный и целеустремлённый из троих детей, но не оставляет в стороне свои юношеские порывы. Ради любви он способен вытерпеть практически все. Например, в первых сезонах он планировал жениться и работать в столовой, продолжая при этом учиться в средней школе только для того, чтобы его девушка Пэти не уезжала жить далеко. Он влюбляется в Танию, партнёршу Алехандры по записи, и они поддерживают отношения на расстоянии, поскольку позже в сериале она переезжает в Монтеррей. Мигель поддерживает типичные родственные отношения с Сесарином и Алехандрой, но с последней он ссорится больше всего. Однако трое братьев, несмотря на ссоры, всегда поддерживают друг друга. Мигель заканчивает среднюю школу и делает карьеру в рекламе, став руководителем агентства. В последней главе «Последний одинокий папа» Мигель переезжает в Монтеррей, потому что ему предложили лучшую работу в рекламной сфере в компании по производству печенья. Он уходит в надежде завершить ухаживание за Таний и берёт с собой Сесарина.                                                               |
| Эдит Маркес                                  | Алехандра Коста               | Она единственная дочь дона Сесара и вторая между двумя братьями. Алехандра приходит в квартиру дона Сесара с большим пучком и причёской в стиле Мадонны 80-х, с брекетами и крепко обнимает отца. Она ответственная, прилежная девочка, но в то же время тщеславная, пока братья называют её истеричкой. Она всегда находится в вечном поиске своей индивидуальности и стиля, но в любых её дилеммах всегда на первый план выходят ценности, привитые отцом. Со своим отцом она вообще покладистый человек, но чрезвычайно ревнива к любой женщине, проявляющей интерес к Дону Сесару. Она любит и поддерживает своих братьев, несмотря на ежедневные ссоры с ними. Гордая и влюблённая Алехандра благодаря своему особенному характеру снимается в нескольких сериях сериала. Алехандра хранит некоторые секреты, которые она раскрывает своей семье только позже, например, его музыкальный талант к сочинению музыки или пению. Позже она захотела стать профессиональной певицей вместе со своей партнёршей по записи Танией. Алехандра находит Кике после нескольких лет разлуки и решает выйти за него замуж, и они поддерживают стабильный брак. У них родилась девочка по имени Кристи, поэтому она оставляет артистическую карьеру, когда узнаёт о своей беременности. Алехандра навещает отца по выходным вместе с мужем и дочерью.                                                                               |
| Лус Марио Куирос                             | Сесар Коста-младший «Сесарин» | Младший сын дона Сесара. В первой серии именно он представляет сюжет сериала. Он представляется 10-летним мальчиком, хотя его возраст несколько варьируется между первым и четвёртым сезонами. Сесарин начинает жизнь в квартире дона Сесара как обычный, чувствительный мальчик, любящий своего мышонка Сократа, видеоигры, бои и особенно Лусерито. Когда он подрастает, он увлекается скейтбордами и такими группами, как Microchips. Его бунт, отсутствие энтузиазма к учёбе и временами лень начинают вызывать у дона Сесара головную боль. Его поиск простых способов добиться цели — одна из самых распространённых тем в истории, вплоть до кражи экзаменов, просмотра телевизора через зеркало во время наказания или траты всех денег на поездку на пляж только для того, чтобы проверить девушек. Его изменения настолько велики на протяжении всего телесериала, что он называет себя «белой вороной в семье». Однако в последние сезоны Сесарин посещает открытую среднюю школу и начинает работать в пиццерии, где поднимается по карьерной лестнице и становится менеджером. Сесарин — хороший мальчик, всегда исправляет все свои ошибки и считает себя очень порядочным человеком. В последней главе «Последний одинокий папа» Сесарин даёт отцу аттестат средней школы и говорит ему, что собирается сделать карьеру, как всегда хотел его отец. Сесарин собирается учиться в Монтеррее вместе с Мигелем. |
| Хосе Луис Кордеро                            | Аполонио Контрерас «Почоло»   | Сосед семьи Костасов по лестничной клетке. Он немного сплетничает и неуместен, иногда оставляет соседей с зелёной сединой, а когда осознаёт свои ошибки, всегда выкрикивает свои фразы «ой вот они тебя недооценивают» или «это Чонита из 4 со мной разговаривает», однако он очень отзывчивый и великодушный. Любитель борьбы и избегающий любых проблем, «Почоло» всегда хотел иметь семью, и именно это он находит в семье Костасов. Его лучший друг по сюжету — Сесарин, и Почоло всегда служит юноше облегчением. Их дружеские отношения настолько крепки, что в последней главе Сесарин говорит ему, что он всегда был его лучшим другом. Почоло встречается с Клео, горничной Хуана, которая является лучшим другом Сесара и всегда беспокоит Хумару, экономку Косты. На протяжении всей истории он встречает разных женщин, которые влюбляются в его простой характер и большое сердце, но он никогда не остаётся ни с одной из них. В последних сезонах сериала он усыновляет Чито, беспризорника, который живёт с ним и, наконец, учится и начинает совершенствоваться, чтобы стать фельдшером — профессией, которой он всегда восхищался. Очень интересная деталь, но малозаметная в сериале, заключается в том, что Почоло обладает способностью играть на губной гармошке, и его можно увидеть играющим на ней в некоторых главах, например, в «Pocholo Blues», используя её как способ выпустить пар.         |
| Аурора Алонсо                                | Хумара                        | Горничная квартиры Дона Сесара Косты, счастливая, чувствительная, любительница мыльных опер и отличный повар. Хумара была частью семьи задолго до начала сериала, упомянутого в первой главе. Хумара очень эффективна в своей работе, но немного любопытна в личных делах детей Сесара Косты, особенно Алехандры. Однако Хумара никогда не делает ничего с плохими намерениями, а просто чтобы помочь семье, которую она так любит. Хотя она не училась так, как ей хотелось, Хумара любит узнавать что-то новое и всегда старается использовать слова, которые использует кто-либо ещё на уровне Дона Сесара или его детей, иногда без очень положительных результатов. Хумара всегда поёт, и песни, которые он поёт на протяжении всей программы, являются культурными отсылками к тому, что слышали в то время. Дон Сесар Коста полностью доверяет ей, и она единственная, кто остаётся с ними в квартире в конце последней главы. |
| Даниэль Мартин, Хуан Пелаэс, Октавио Галиндо | Хулио/Хуан                    | Второй сосед после «Почоло» по лестничной клетке и лучший друг Дона Сесара Косты. Весёлый, несколько извращённый и бабник — частый гость на семейных обедах Дона Сесара Косты. Хуан — единственный след прошлой жизни Дона Сесара Косты, до того, как дети стали жить с ним, потому что он всегда хочет пригласить его на вечеринки и вечеринки, в большинстве случаев не добиваясь успеха на личном уровне. Несмотря на всю свою жизнь, как может показаться, неженатый и безответственный одинокий мужчина, Хуан очень компетентен и способен в работе менеджером в своей компании. Его математические способности таковы, что Сесарин однажды обманом заставил его сделать домашнее задание. Устав от свободы, Хуан неожиданно влюбляется в Элису (Майя Мишальска), и она просит его жениться на ней. В последней главе пара начинает планировать свой брак и, возможно, рождение ребёнка. Стоит отметить, что в первых сериях сериала персонажа соседа Дона Сесара Косты звали Хулио, и его сыграл актёр Даниэль Мартин. Позже Даниэля Мартина заменил Хуан Пелаес, и именно тогда соседский персонаж впервые взял имя Хуан, сохранив его до конца сериала даже после ухода Хуана Пелаэса и его замены Октавио Галиндо. Причины, по которым они поменяли актёров, неизвестны. |

#### В остальных ролях и эпизодах
В данном разделе будут указаны все актёры, а также музыкальные группы строго по годам появления и по алфавиту.

##### 1987
| Актёр (актриса)                                     | Роль (упоминание в сериях) | Характер персонажа                                                       |
| --------------------------------------------------- | -------------------------- | ------------------------------------------------------------------------ |
| Micro Chips (1987, 1989)                            |                            |                                                                          |
| Беатрис Агирре                                      | Инес                       | Мама Дона Сесара Косты и родная бабушка Алехандры, Мигеля и Сесарина     |
| Хосе Альберто Агулера                               |                            |                                                                          |
| Лауреано Брисуэла (1987, 1989, 1991-92)             |                            |                                                                          |
| Уси Веласко                                         |                            |                                                                          |
| Эдит Гонсалес                                       |                            |                                                                          |
| Эухенио Дербес (1987, 1993)                         |                            |                                                                          |
| Тания Калил (1987-93)                               | Тания                      | Соседка и подруга Сесарина                                               |
| Антонио Лоренсо                                     |                            |                                                                          |
| Хосе Анхель Льямас                                  |                            |                                                                          |
| Алехандра Мальдонадо (1987, 1990)                   |                            |                                                                          |
| Ребека Манкита                                      |                            |                                                                          |
| Алехандра Моралес (1987-94)                         | Линда                      | Лучшая подруга Алехандры в старшей школе                                 |
| Фредди Ортега                                       |                            |                                                                          |
| Мариагна Пратс                                      |                            |                                                                          |
| Мария Тереса Ривас (1987), Сильвия Дербес (1992-93) | Клара                      | Свекровь Дона Сесара Косты и вторая бабушка Алехандры, Мигеля и Сесарина |
| Хуан Антонио Эдвардс                                |                            |                                                                          |
| Марта Эскобар (1987-93)                             | Деббие                     | Секретарша офиса Дона Сесара Косты                                       |
| Эдуардо Яньес                                       |                            |                                                                          |

##### 1988
| Актёр (актриса)                      | Роль (упоминание в сериях)          | Характер персонажа                       |
| ------------------------------------ | ----------------------------------- | ---------------------------------------- |
| Timbiriche                           |                                     |                                          |
| Карлос Агилар-младший (1988-90)      | Хорхе                               | Школьный друг Мигеля                     |
| Артуро Аллегро                       |                                     |                                          |
| Эктор Альварес                       |                                     |                                          |
| Армандо Арайса                       |                                     |                                          |
| Ямин Атала (1988-92)                 | Маурисио                            | Лучший друг Мигеля в старшей школе       |
| Эктор Бонилья                        |                                     |                                          |
| Анхелика Вале                        |                                     |                                          |
| Чарли Валентино                      |                                     |                                          |
| Амара Вильяфуэрте (1988, 1989, 1990) |                                     |                                          |
| Гильермо Гарсия Канту                |                                     |                                          |
| Габриэла Гольдсмит                   |                                     |                                          |
| Алехандра Гусман                     | Пати                                | Первая девушка Мигеля в старшей школе    |
| Алехандро Ибарра                     |                                     |                                          |
| Индия Мария                          |                                     |                                          |
| Луис Эрнесто Кано (1988-89)          | Омеро                               | Закадычный друг Мигеля                   |
| Роландо де Кастро                    | Владелец продюсерской компании      | Начальник Дона Сесара Косты              |
| Синтия Клитбо (1988, 1992)           |                                     |                                          |
| Даниэла Лейтес                       |                                     |                                          |
| Артуро Лорка                         |                                     |                                          |
| Лусерито                             |                                     |                                          |
| Альберто Майяготья                   |                                     |                                          |
| Лурдес Мунгия                        |                                     |                                          |
| Наилеа Норвинд                       |                                     |                                          |
| Эдуардо Паломо                       |                                     |                                          |
| Серхио Рамос                         |                                     |                                          |
| Марта Ресникофф                      |                                     |                                          |
| Карен Сентиэс                        |                                     |                                          |
| Мигель Серрос (1988, 1989)           |                                     |                                          |
| Клаудия Сильва                       |                                     |                                          |
| Эктор Суарес Гомис (1988, 1991)      |                                     |                                          |
| Кения Хихуэлос                       |                                     |                                          |
| Хулисса                              |                                     |                                          |
| Альфредо Элисондо (1988-90)          | Хосе Армандо по прозвищу «Трибулин» | Лучший друг Сесарина в старшей школе     |
| Росарио Эскобар                      |                                     |                                          |
| Лусеро Ясмин (1988-91)               | Лорена                              | Лучшая подруга Алехандры в старшей школе |

##### 1989
| Актёр (актриса)            | Роль (упоминание в сериях) | Характер персонажа                                |
| -------------------------- | -------------------------- | ------------------------------------------------- |
| Херардо Акунья             |                            |                                                   |
| Габриэла Бадильо (1989-90) | Марибель                   | Партнёрша и лучшая подруга Мигеля в старшей школе |
| Белен Балмори              |                            |                                                   |
| Эдуардо Борха              |                            |                                                   |
| Ботельита де Херес         |                            |                                                   |
| Диана Брачо                |                            |                                                   |
| Глория Исагирре            |                            |                                                   |
| Хорхе дель Кампо           |                            |                                                   |
| Ада Карраско               |                            |                                                   |
| Хосе Куэвас «Пепино»       |                            |                                                   |
| Алехандра Лопес            |                            |                                                   |
| Катия Льянос               |                            |                                                   |
| Серхио Майер               |                            |                                                   |
| Патрисия Мантерола         |                            |                                                   |
| Сервандо Манцетти          |                            |                                                   |
| Ирланда Мора               |                            |                                                   |
| Рубен Моралес              |                            |                                                   |
| Давид Остроски             |                            |                                                   |
| Лусия Паильес              |                            |                                                   |
| Марсела Паэс               |                            |                                                   |
| Анхелика Ривера            |                            |                                                   |
| Стефани Салас              |                            |                                                   |
| Мапи Сордо                 |                            |                                                   |
| Алехандро Томмаси          |                            |                                                   |
| Кенни у лос Электрикос     |                            |                                                   |
| Сита Удгенс                |                            |                                                   |
| Армандо Франко (1989-90)   | Лоренсо                    | Первый молодой человек Алехандры                  |
| Исраэль Хайтович (1989-90) | Эрнесто                    | Друг Мигеля и Маурисио в старшей школе            |
| Хавьер Хименес             |                            |                                                   |

##### 1990
| Актёр (актриса)                    | Роль (упоминание в сериях) | Характер персонажа                                                               |
| ---------------------------------- | -------------------------- | -------------------------------------------------------------------------------- |
| Мария Луиса Алькала                |                            |                                                                                  |
| Анаи                               |                            |                                                                                  |
| Ампарита Аросмамена                |                            |                                                                                  |
| Аарон Беас                         |                            |                                                                                  |
| Хосе Луис Варгас                   |                            |                                                                                  |
| Америка Габриэль                   |                            |                                                                                  |
| Алехандро Гусе                     |                            |                                                                                  |
| Лилан Давис                        |                            |                                                                                  |
| Габриэла дель Валье                |                            |                                                                                  |
| Оливия Кайро                       |                            |                                                                                  |
| Марсиаль Касале                    |                            |                                                                                  |
| Франсиско Касасола                 |                            |                                                                                  |
| Марио Кастаньеда                   |                            |                                                                                  |
| Гильермо Кинтанилья                |                            |                                                                                  |
| Лусеро Ландер                      |                            |                                                                                  |
| Рауль Маганья (1990, 1993)         |                            |                                                                                  |
| Тоньо Маури                        |                            |                                                                                  |
| Алехандро Монтойя (1990-92)        | Габриэль                   | Ревнивый сын Ребеки, женщины Дона Сесара Косты, собирающейся выйти за него замуж |
| Мигель Анхель Негрете              |                            |                                                                                  |
| Паола Очоа                         | Клео                       | Строительная служащая, влюбленная в «Почоло»                                     |
| Серхио Очоа                        | Пако                       | Лучший друг и партнер Сесарина в старшей школе                                   |
| Алехандра Пениче                   |                            |                                                                                  |
| Хорхе Ортис де Пинедо              |                            |                                                                                  |
| Лорена Рохас (1990, 1991)          |                            |                                                                                  |
| Марисоль Сантакрус (161-я серия)   |                            |                                                                                  |
| Карлос Сегундо                     |                            |                                                                                  |
| Рикардо Сильва                     |                            |                                                                                  |
| Отто Сирго                         |                            |                                                                                  |
| Альваро Тарсисио                   |                            |                                                                                  |
| Луиса Фернанда                     |                            |                                                                                  |
| Хосе Мария Фернандес (161-я серия) | Серхио                     |                                                                                  |
| Карлос Эспехель (1990, 1991)       |                            |                                                                                  |

##### 1991
| Актёр (актриса)                | Роль (упоминание в сериях) | Характер персонажа                                                            |
| ------------------------------ | -------------------------- | ----------------------------------------------------------------------------- |
| Дасия Аркарас                  |                            |                                                                               |
| Лили Бланко                    |                            |                                                                               |
| Марикармен Вела                |                            |                                                                               |
| Эдуардо Вельтер                |                            |                                                                               |
| Памела Верни                   | Вики                       | Племянница Дона Сесара Косты и двоюродная сестра Алехандры, Мигеля и Сесарина |
| Сесилия Габриэла               |                            |                                                                               |
| Марисоль Михарес (1991, 1992)  |                            |                                                                               |
| Франсес Ондивьела (1991, 1993) |                            |                                                                               |
| Майя Рамос                     |                            |                                                                               |
| Педро Ромо (1991, 1992)        |                            |                                                                               |
| Хульета Росен                  |                            |                                                                               |
| Моисес Суарес                  |                            |                                                                               |
| Ванге Тапия                    |                            |                                                                               |
| Барбара Ферье                  |                            |                                                                               |
| Лорена Эррера                  |                            |                                                                               |

##### 1992
| Актёр (актриса)                | Роль (упоминание в сериях) | Характер персонажа |
| ------------------------------ | -------------------------- | ------------------ |
| Карлос Агила                   |                            |                    |
| Ана Мария Агирре               |                            |                    |
| Патрисия Альварес (1992, 1993) |                            |                    |
| Алехандро Арагон               |                            |                    |
| Алехандро Вильели              |                            |                    |
| Клаудия Гарсия Гонсалес        |                            |                    |
| Кейт де Кастильо               |                            |                    |
| Альваро Карсаньо               |                            |                    |
| Сусана Кинтана                 |                            |                    |
| Андреа Легаррета               |                            |                    |
| Сауль Лисасо                   |                            |                    |
| Габриэла Обрегон               |                            |                    |
| Гиоргио Паласиос               |                            |                    |
| Полли                          |                            |                    |
| Грасе Ренат                    |                            |                    |
| Алекс Саломон                  |                            |                    |
| Эктор Соберон                  |                            |                    |
| Абрахам Ставанс                |                            |                    |
| Оскар Травен                   |                            |                    |
| Алехандро Тревиньо             |                            |                    |
| Хорхе Финк                     |                            |                    |
| Рохана Чавес                   |                            |                    |

##### 1993
| Актёр (актриса)           | Роль (упоминание в сериях) | Характер персонажа               |
| ------------------------- | -------------------------- | -------------------------------- |
| Las Tropicosas            |                            |                                  |
| Matricula 2               |                            |                                  |
| Жаклин Вольтер            |                            |                                  |
| Алехандро Гайтан          |                            |                                  |
| Херардо Гальярдо          |                            |                                  |
| Ева Гарбо                 |                            |                                  |
| Вирма Гонсалес (1993-94)  | Хеновева                   | Мама Кике и свекровь Алехандры   |
| Мануэль Гуррия (1993-94)  | Браулио                    | Папа Кике и тесть Алехандры      |
| Алан Гутьеррес (1993-94)  | Пепе                       | Партнер Сесарина в «Pizzas Pink» |
| Амайрани Гутьеррес        |                            |                                  |
| Коннан                    |                            |                                  |
| Педро Марас (1993, 1994)  |                            |                                  |
| Сесилия Ромо              |                            |                                  |
| Лина Сантос               |                            |                                  |
| Флавио Сесар (1993, 1994) |                            |                                  |
| Маурисио Феррари          |                            |                                  |

##### 1994
| Актёр (актриса)     | Роль (упоминание в сериях) | Характер персонажа |
| ------------------- | -------------------------- | ------------------ |
| Хуан Карлос Баррето |                            |                    |
| Хулио Брачо         |                            |                    |
| Ана Сильвия Гарса   |                            |                    |
| Венди де лос Кобос  |                            |                    |
| Ева Кальво          |                            |                    |
| Рохана Кастельянос  |                            |                    |
| Майя Мишальска      |                            |                    |
| Мерседес Мольто     |                            |                    |
| Иветте Проаль       |                            |                    |
| Исаак Эдид          |                            |                    |

### Административная группа
| Направление административной группы | Члены административной группы и должность                                                                           |
| ----------------------------------- | --- |
| Сценарное дело                      | Карлос Агилар (автор сценария)                                                                                      |
| Режиссура                           | Рубен Барахас, Маноло Гарсия, Мануэль Гарсия Муньос, Сесар Коста, Сесар Роэль, Луис Химено (режиссёры-постановщики) |
| Музыка                              | Омар Хассо (композитор)                                                                                             |
| Продюсирование                      | Луис де Льяно Маседо (генеральный продюсер), Марко Флавио Крус (асоциированный продюсер)                            |

## Награды и премии
Телесериал был трижды номинирован на премию TVyNovelas из который в 1988 году достойную победу одержал Сесар Коста в номинации лучший актёр-комик, две других номинации оказались проигрышными — за выигрыш оба раза боролся генеральный продюсер Луис де Льяно Маседо в номинации лучший телесериал.

## Интересные факты
- После окончания телесериала был снят полнометражный фильм «Мне нужно выйти замуж», где приключения героев продолжились. Фильм вышел 5 мая 1995 года[1].
- Телесериал со всеми сериями еще не доступен ни в каком формате, ибо Televisa никогда не выпускала телесериал Отец-одиночка на видеокассетах (VHS) или DVD-дисках, хотя некоторые нарезки из серий уже есть в формате DVD в качестве полнометражного фильма. В 2010-х годах Televisa выпустила DVD с некоторыми эпизодами сериала, а также на DVD вышел фильм. По состоянию на 2018 год телесериал уже доступен на онлайн-платформе Televisa — BLIM — в количестве 212 серий.